# Октябрь (Муслюмовский район)
Октябрь — село в Муслюмовском районе Республики Татарстан Российской Федерации. Административный центр Октябрьского сельского поселения.

## География
Село расположено на реке Калмия, в 30 км к востоку от райцентра с. Муслюмово.

## История
Основана в XVIII веке Первоначально называлась деревня Тлянче (в русских источниках — Тлянчина). 
В «Списке населенных мест по сведениям 1870 года», изданном в 1877 году, населённый пункт упомянут как деревня Тлянчина 1-го стана Мензелинского уезда Уфимской губернии. Располагалась при речке Калмие, по правую сторону почтового тракта из Мензелинска в Бирск, в 61 версте от уездного города Мензелинска и в 27 верстах от становой квартиры в деревне Поисева. В деревне, в 124 дворах жили 655 человек (316 мужчин и 339 женщин, тептяри), были мечеть, училище. Жители занимались земледелием, скотоводством.
До 1860-х годов в сословном отношении население делилось на башкир-вотчинников и тептярей. Занимались земледелием, разведением скота, пчеловодством. До 1920 село входило в Амикеевскую волости Мензелинского уезда Уфимской губернии. С 1920 в составе Мензелинского кантона ТАССР. С 1930 и с 1965 гг. в Муслюмовском, с 1963 г. в Сармановском районах..
По сведениям переписи 1897 года, в деревне Тлянчина Мензелинского уезда Уфимской губернии жили 981 человек (474 мужчины и 507 женщин), все мусульмане.
Указом Президиума Верховного Совета РСФСР от 17 февраля 1941 года деревня Тлянче переименована в Октябрьскую, Тлянчинский сельсовет в Октябрьский.

## Население
| 1870 | 1897 | 1913  | 1920  | 1926 | 1949 | 1958 |
| ---- | ---- | ----- | ----- | ---- | ---- | ---- |
| 655  | ↗981 | ↗1196 | ↘1120 | ↘638 | ↘537 | ↗542 |
| 1970 | 1979 | 1989  | 2002  |      |      |      |
| ↗565 | ↘509 | ↘426  | ↘367  |      |      |      |

## Экономика
Полеводство, скотоводство.

## Социальная инфраструктура
Клуб.